# Adelphomyia prionolaboides
Adelphomyia prionolaboides là một loài ruồi trong họ Limoniidae. Chúng phân bố ở miền Cổ bắc.